# Фомбони
Фомбони је највећи и главни град афричког аутономног острва Мохели који припада држави Комори која је смештена у западном делу Индијског океана. Са својих 18.277 становника то је трећи по величини град у Коморију.